# プロトアビス
プロトアビス（プロトエイビス、プロトエイヴィスとも）(Protoavis) は三畳紀に生息していた鳥類、あるいは獣脚類の一種である。

## 概要
1983年にテキサス工科大学の古生物学者シャンカール・チャタジーによって化石が発見された。これは当初は小型肉食恐竜と考えられたが、その後の研究で、鳥類の特徴を備えている事が確認された。驚くべき事に、ジュラ紀後期の鳥類である始祖鳥よりも、より鳥類として進化した特徴を備えていたのである。これらの特徴からチャタジーはプロトアビスこそが鳥類の起源であると結論したのである。
これは古生物学者にとって、驚くべき発見であった。始祖鳥より7000万年前、最初の恐竜と同時期に、鳥類の祖先が存在した事になるのである。

## BCF理論
この発見に基づき、1994年にジョージ・オルシェフスキーはBCF理論を発表した。従来考えられていたように恐竜から鳥が進化したのではなく、むしろ鳥類から恐竜が進化したのだ、という説である。
しかし結局の所はBCF理論は学会の受け入れる所にはならなかった。一番の問題はその根拠となるプロトアビスの化石が、あまりに不完全で保存状態が悪い事である。プロトアビスこそが鳥類の起源であるというチャタジーの結論は勇み足であり、そのような判断が下せるような状態ではなかったのである。
古生物学者カール・ジンマーが「鳥だと思って見る者には鳥に見え、恐竜だと思って見る者には恐竜に見えるロールシャッハ・テスト」と評したように、その信憑性に懐疑的な学者もいる。
これらの懐疑的な意見が寄せられたことから、シャンカール・チャタジーはプロトアビスの化石を非公開にしており、当面は第三者による検証ができない状態となっている。
そして現在、より完全な状態のプロトアビスの化石は、未だに発見されていない。